# Clișova
Clișova è un comune della Moldavia situato nel distretto di Orhei di 1.170 abitanti al censimento del 2004.